# قسم ريغستان الريفي (مقاطعة أردستان)
قسم ریغستان الريفي (بالفارسية: دهستان ریگستان) هي منطقة سكنية تقع في إيران في ناحية زواره. يقدر عدد سكانها بـ 4,157 نسمة .